# Grupo Rootes

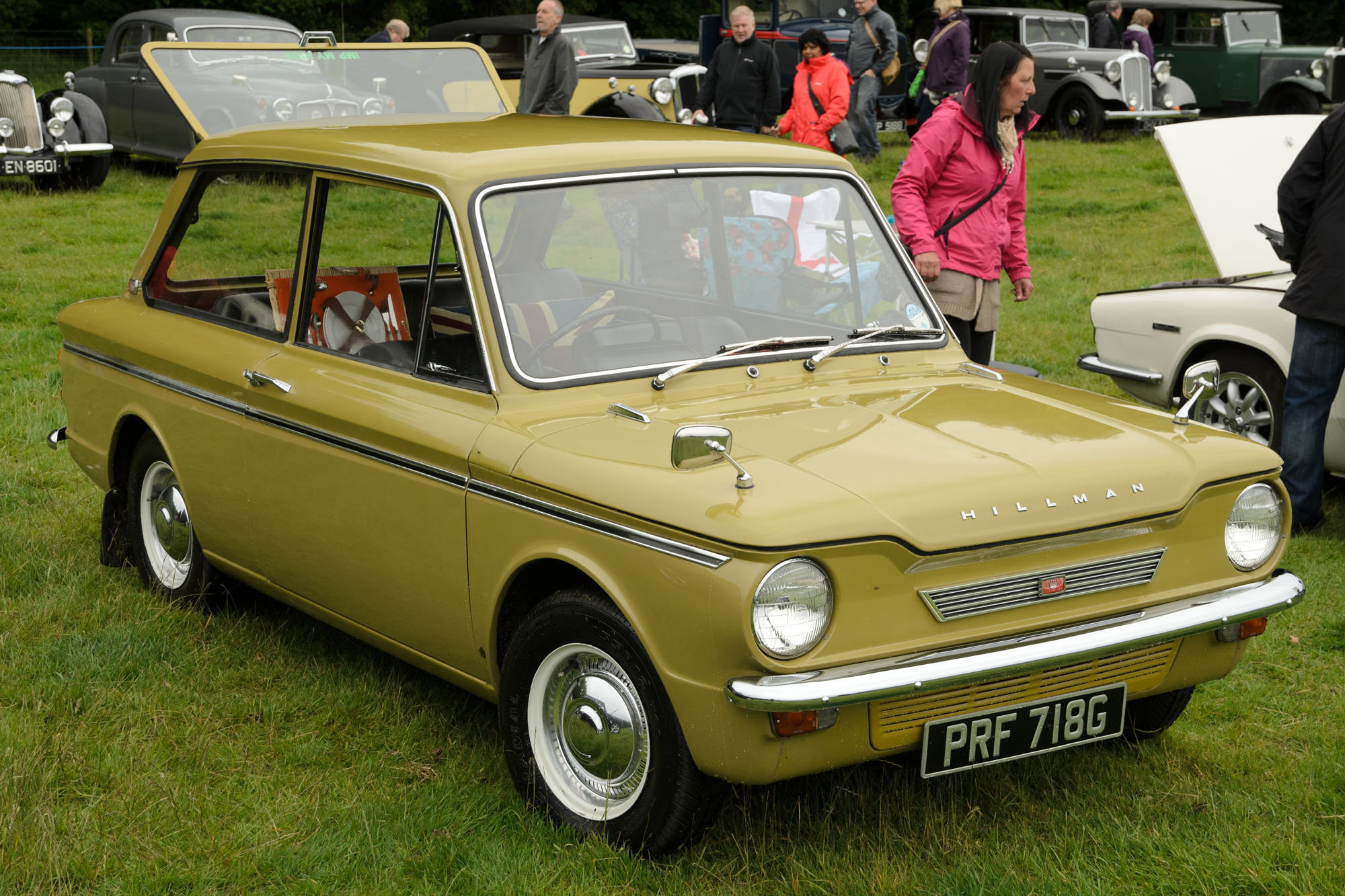
El Hillman Imp, un pequeño modelo de tracción trasera, cuya desafortunada producción supuso el comienzo del imparable declive del Grupo Rootes a comienzos de la década de los años 1970

El Grupo Rootes (nombre original en inglés: Rootes Group o Rootes Motors Limited) fue un fabricante de automóviles británico y, por separado, uno de los principales distribuidores de motores y propietario de concesionarios en el Reino Unido. Dirigidos desde el West End de Londres, los dos negocios tenían respectivamente sus sedes en las Midlands y en el sur de Inglaterra. En la década que comenzó en 1928, los hermanos Rootes, William y Reginald, prosperaron gracias a su muy exitoso negocio de distribución y servicio de postventa, y estaban ansiosos por entrar en la manufactura de automóviles para controlar más de cerca los productos que vendían. Un hermano se dedicó a los motores, el otro, a los sistemas de dirección y frenado.
Con el respaldo financiero de Prudential Assurance, los dos hermanos compraron algunos fabricantes de motores británicos muy conocidos, incluidos Hillman, Humber, Singer, Sunbeam, Talbot, Commer y Karrier, que controlaban a través de su matriz, Humber Limited, una filial de Rootes que controlaban con una participación del 60 por ciento.
En su apogeo en 1960, Rootes tenía plantas de fabricación en las Midlands (Coventry y Birmingham), en el sur de Inglaterra (Acton, Luton y Dunstable), y una flamante planta en el oeste de Escocia (en Linwood). Desde sus oficinas de Londres en Devonshire House, Piccadilly, controlaba las exportaciones y la distribución internacional de Rootes y de otros fabricantes de motores, así como su propia distribución local y operaciones de servicio en Londres, Kent, Birmingham y Mánchester. Hubo plantas de ensamblaje en nueve países fuera del Reino Unido.
El Grupo Rootes estaba subcapitalizado y no podía sobrevivir a los problemas de relaciones laborales y a las pérdidas derivadas de la introducción en 1963 de un nuevo automóvil pequeño con motor de aluminio, el Hillman Imp. De mutuo acuerdo, desde mediados de 1964, Rootes Motors fue asumida en etapas por Chrysler Corporation, que en 1967 compró a la familia Rootes las acciones que le daban el control de la empresa. A finales de 1978, el último de los diversos elementos de Chrysler Europe había sido vendido a Peugeot y Renault.
La actividad de la empresa se extendió desde su fundación en 1913 hasta 1978, cuando cerró sus puertas definitivamente.

## Historia y desarrollo corporativo

### Primeros años

#### Ventas y servicio
La empresa Rootes fue fundada en 1913 en Hawkhurst (Kent), por William Rootes, organizada como una agencia de venta de automóviles independiente del negocio de motores que tenía su padre en Hawkhurst. Rootes había trasladado sus operaciones a Maidstone en 1914 y allí logró contratos para reparar motores de aviación. En 1917 formó Rootes Limited para comprar la sucursal de Maidstone del negocio de motores que su padre había fundado en 1897, con el objetivo de ampliar sus actividades de reparación de motores de aviación y de fabricación de piezas de aviones. En 1919, se reanudó la distribución de automóviles y vehículos comerciales, y las operaciones se extendieron a Londres y a otras partes del país.
Ya en 1924, Rootes se había convertido en el mayor distribuidor de camiones y automóviles del Reino Unido, anunciando que sus salas de exposición en Devonshire House (Piccadilly St.) podían suministrar coches nuevos con precios entre 145 y 3000 libras, fabricados por Rolls-Royce, Daimler, Sunbeam, Austin, Hillman, Fiat o Clyno.

#### Fabricante de automóviles: Humber Limited

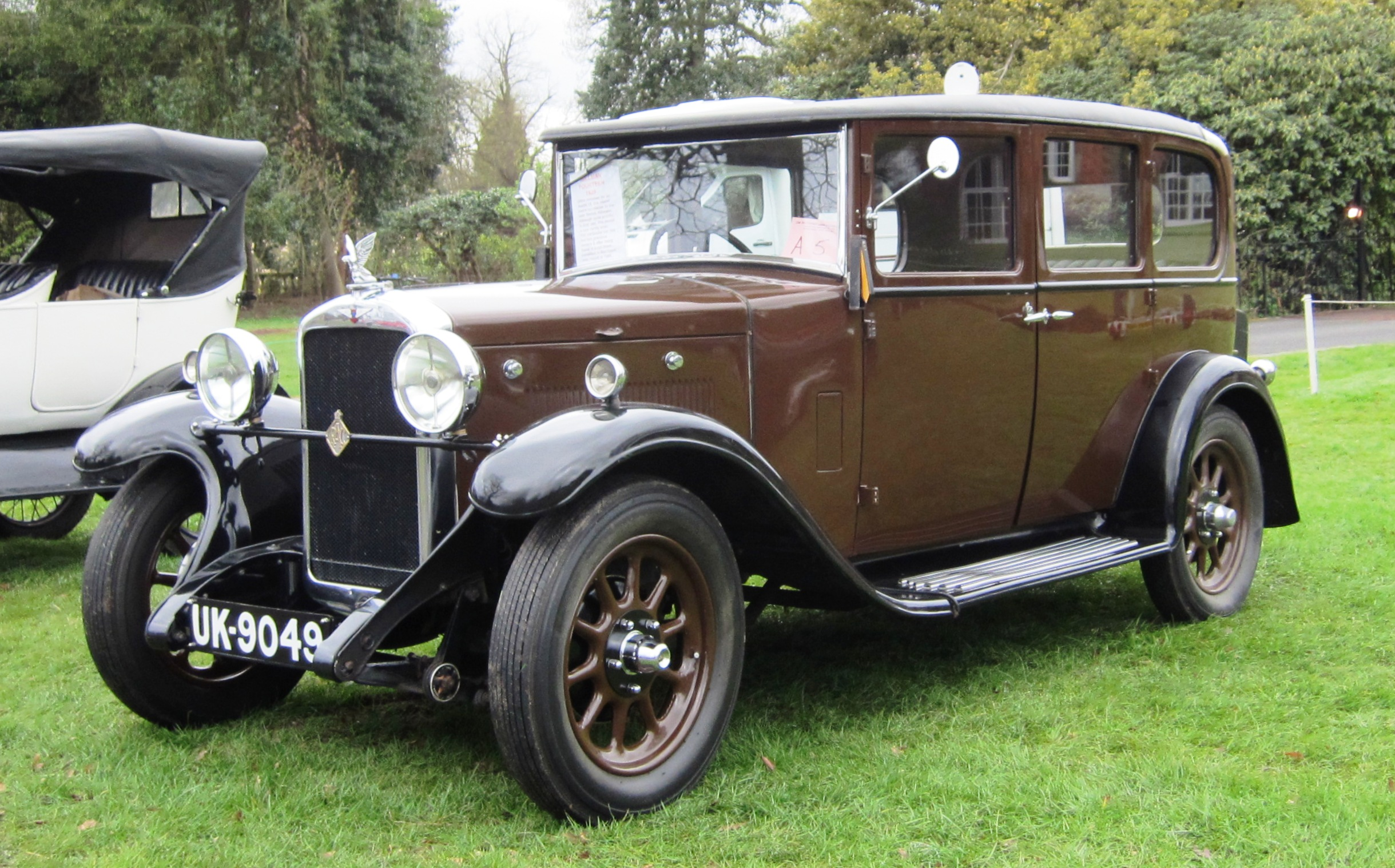
Hillman 14, 1930

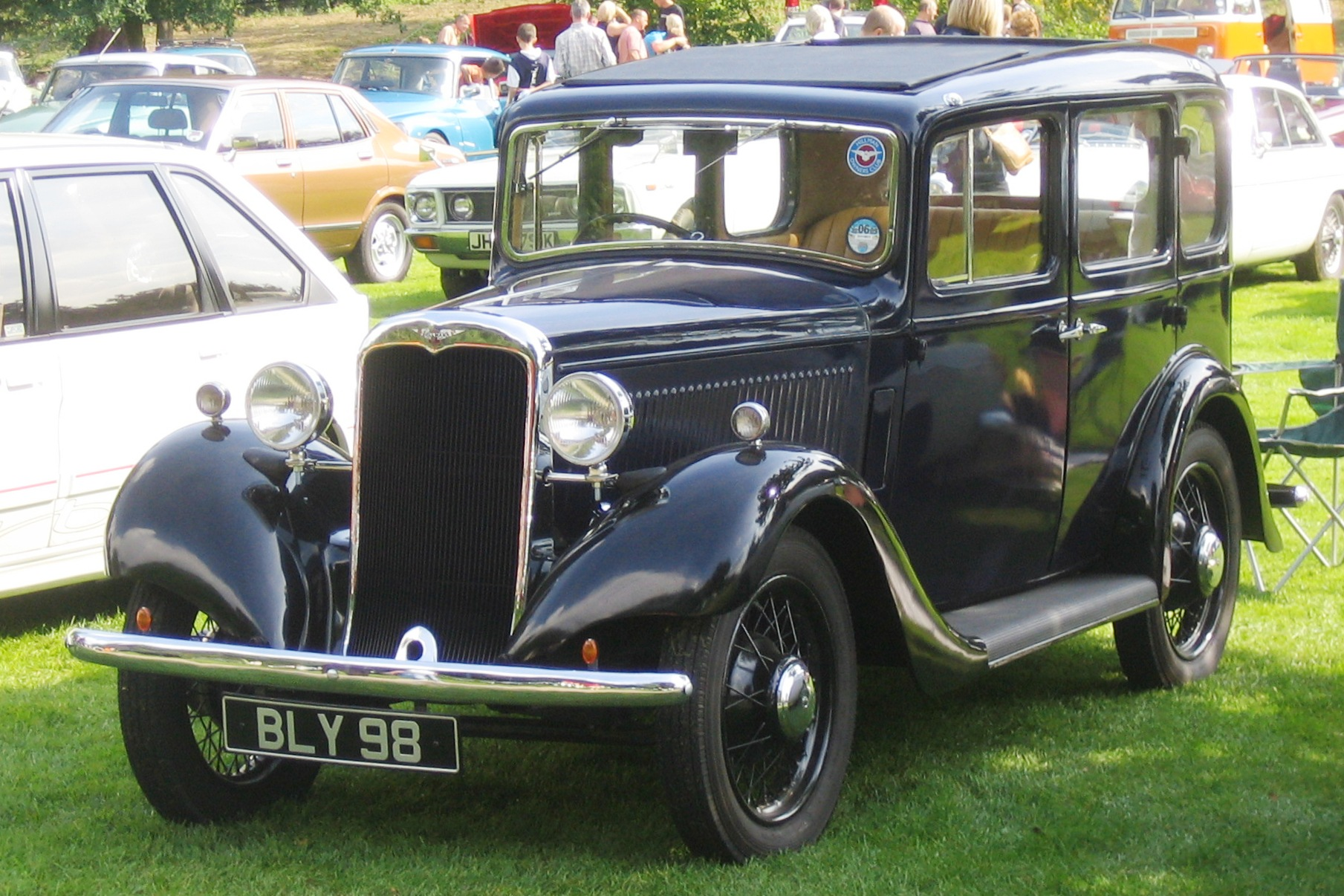
Hillman Minx, 1935

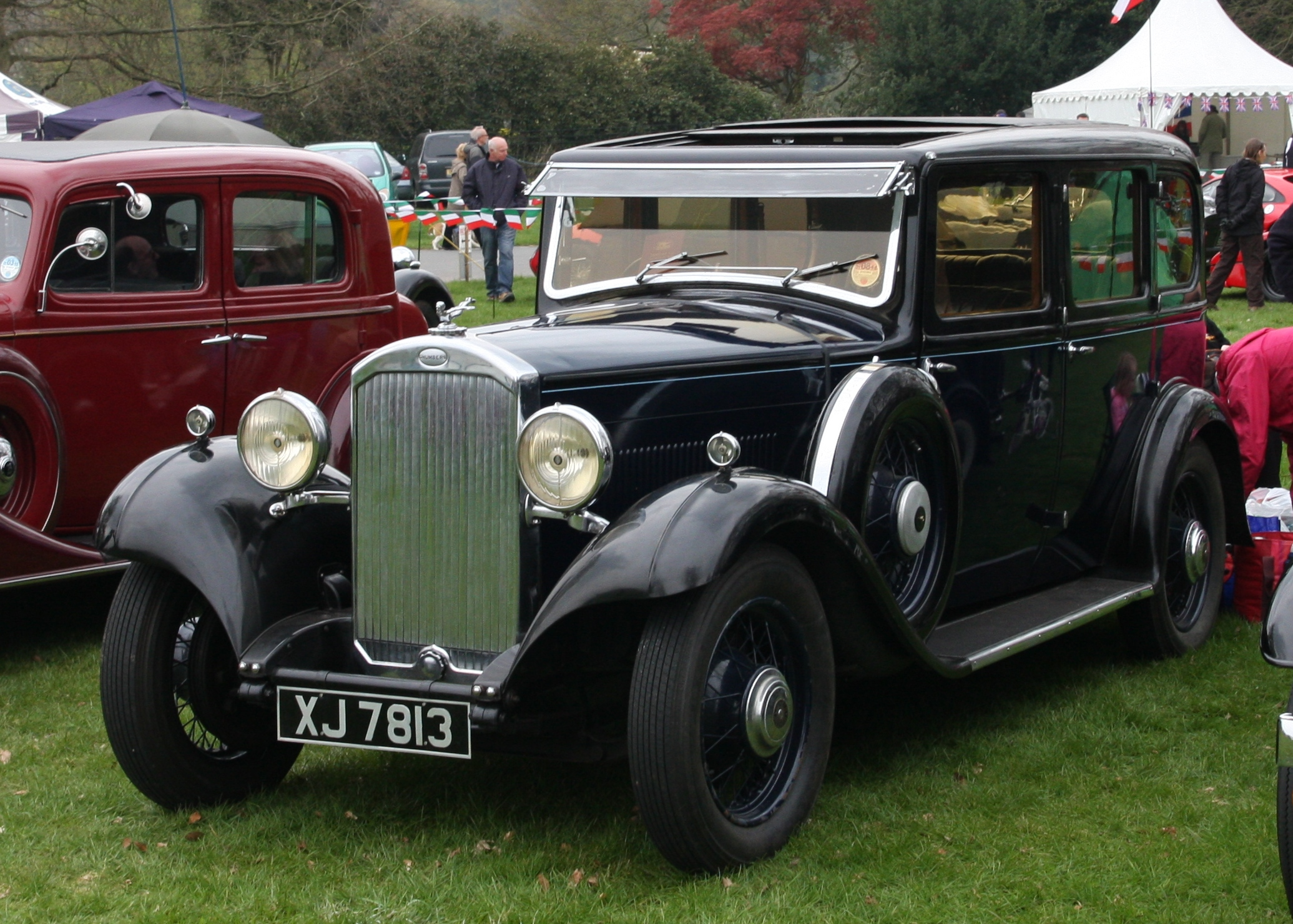
Humber 16-60, 1933

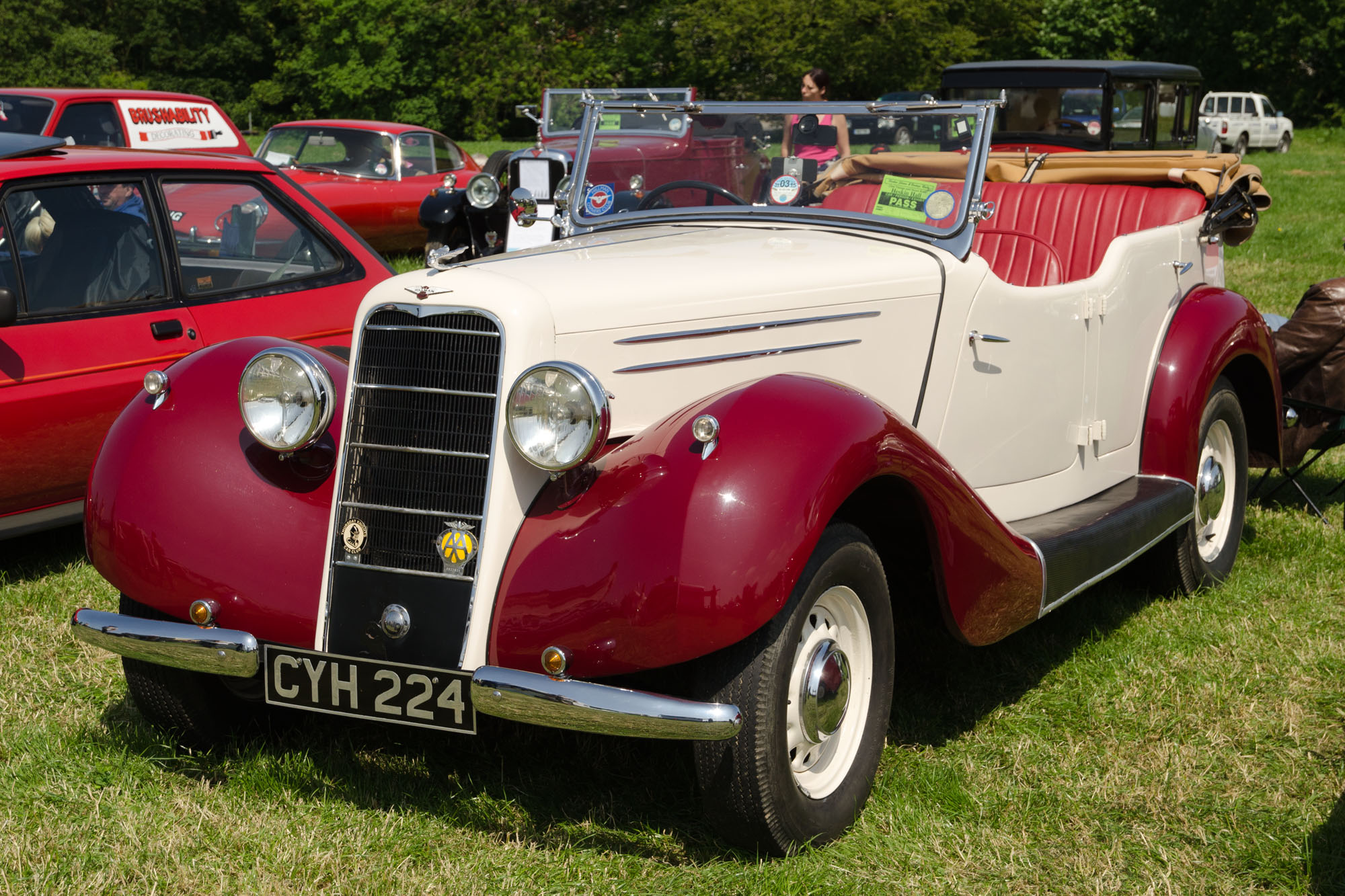
Hillman Hawk 3-litre, 1936

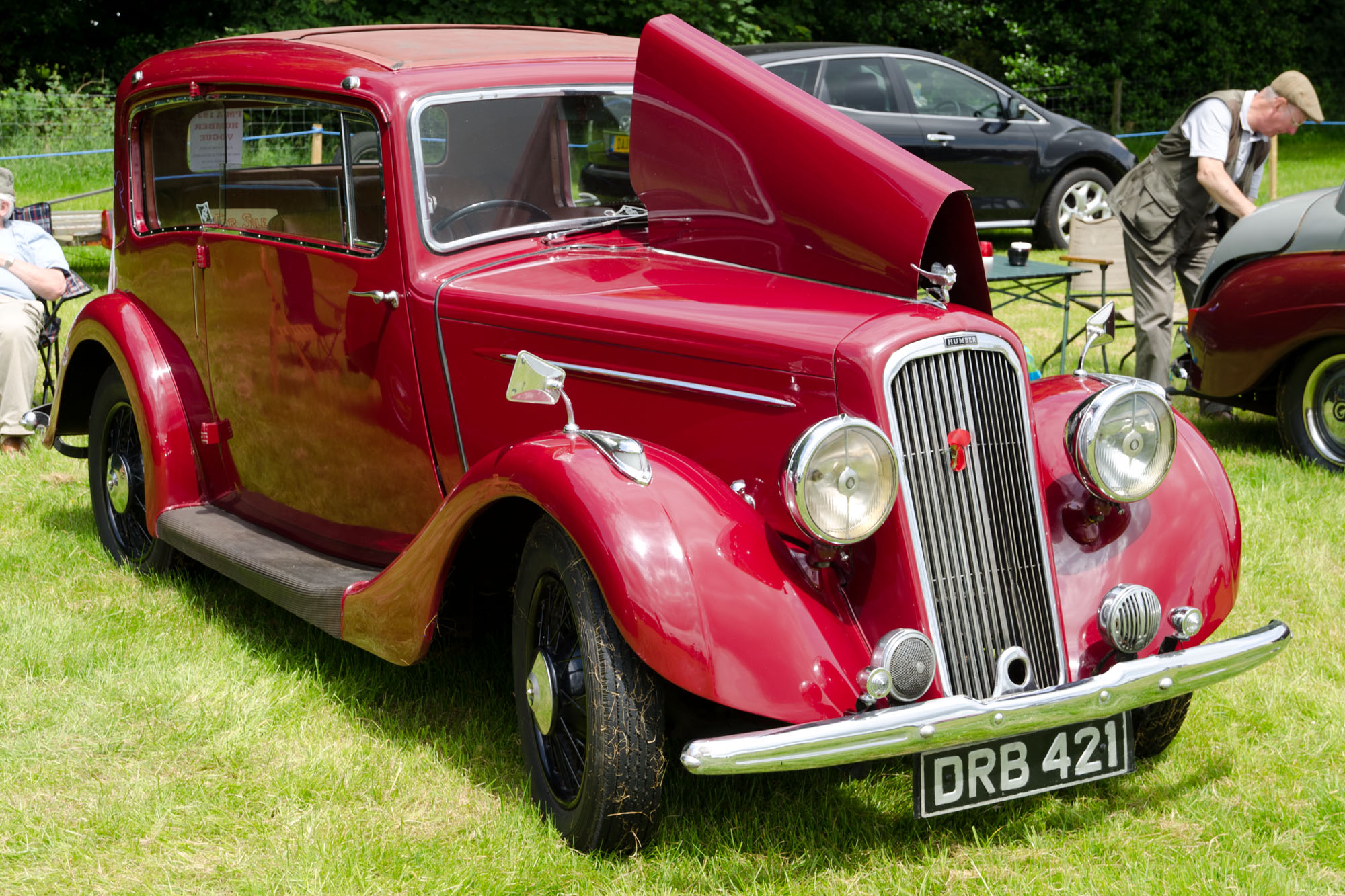
Humber Twelve Vogue (carrocería autoportante), 1937

Se hizo un esfuerzo particular en las ventas en el extranjero y quedó claro que las oportunidades de exportación justificaban introducirse en la fabricación de automóviles, lo que se logró en 1928 mediante la compra de participaciones para controlar en primer lugar Hillman Motor Car Company Limited, y un año después Humber y Commercial Cars Limited. Hillman y Commer se convirtieron en filiales de Humber Limited y la participación de los hermanos Rootes finalmente se convirtió en el 60 por ciento de las acciones ordinarias de Humber. A partir de entonces, podrían mostrar su capacidad para fabricar automóviles atractivos, con un fuerte potencial de ventas.

#### Humber Cycles
Hubo un resurgimiento de la demanda interna y de exportación de bicicletas, y en febrero de 1932 Raleigh adquirió todas las marcas de bicicletas de Humber. La fabricación fue transferida a los talleres de Raleigh en Nottingham.

#### Rootes Securities Limited
Rootes Limited pasó a llamarse Rootes Securities Limited en 1933. Durante la Gran Depresión, se absorbieron más empresas a medida que estuvieron disponibles: Karrier Motors Limited (1934), Sunbeam Motor Company Limited (1934), Clement Talbot Limited (1934) y British Light Steel Pressings Limited (1937) fueron todas compradas y reorganizadas como subsidiarias de Humber Limited. En 1926 se compraron el carrocero Mayfair de Londres y los distribuidores de Rolls-Royce y Daimler Thrupp & Maberly Limited, cuyo Emblema como proveedor de la Casa Real siempre se exhibió con orgullo.

#### Integración de los negocios local y de exportación
En 1933 se refundó una nueva Rootes Limited para unir el negocio principal de los hermanos Rootes (la muy rentable distribución de motores y el servicio de mantenimiento), y su extensión y desarrollo de los mercados de exportación. Había sido el distribuidor de camiones y automóviles más grande del Reino Unido en 1924 y generó el capital necesario para comprar el fabricante Hillman, que fusionó con Humber. Esto le dio a los hermanos Rootes el control de Humber y de las subsidiarias manufactureras que había comprado.
La representación en el extranjero de fabricantes de motores británicos no se limitaba a los miembros del grupo.

#### Propiedad y control: familia Rootes
Rootes Motors Limited fue el nuevo nombre asumido el 16 de noviembre de 1949 por el grupo de empresas Rootes Securities Limited. Sustancialmente, todo el capital inicial de 1917 había sido aportado por los dos hermanos Rootes. A partir de entonces, la expansión de la empresa se financió con los beneficios obtenidos, complementados cuando fue necesario (por ejemplo, en la compra de Hillman), mediante préstamos de la Prudential Assurance Company y de los banqueros de la compañía, principalmente el Midland Bank. El 24 de noviembre de 1949, se emitieron al público acciones de Rootes Motors Limited por valor de 3.025.000 libras. Rootes pasó a ser una empresa cotizada en bolsa y el nuevo capital reembolsó los préstamos de Prudential y Midland Bank. Sin embargo, los valores cotizados eran participaciones preferentes. El capital social permaneció en manos de la familia Rootes (con Prudential como nuevo socio), que se había apropiado por un millón de libras de todas las acciones ordinarias ofrecidas. Los accionistas externos continuaron manteniendo una gran proporción de Humber Limited. Las acciones preferentes emitidas al público por Humber eran las siguientes en importancia. Además, había participaciones externas en el negocio de exportación de vehículos de Rootes Acceptances y en Automobile Products of India Limited.
En aquel momento, el grupo contaba con 17.000 empleados. Rootes poseía en promedio alrededor del 80 por ciento del capital de sus subsidiarias. Las filiales de manufactura estaban participadas a través de Humber Limited, de propiedad parcial. La fabricación se llevó a cabo en tres fábricas en Coventry, además de las factorías de Luton, Cricklewood y Acton. Había una planta de ensamblaje de propiedad total en Australia e instalaciones similares compartidas con asociados en Argentina, Irlanda y la India. Desde Devonshire House en Piccadilly, el negocio original, la filial de ventas, diriía las operaciones de cinco sucursales en Kent. Su departamento de servicios en North Kensington y Birmingham y Mánchester se asoció con empresas de distribución en el extranjero, algunas veces de propiedad conjunta.
Apenas doce meses después de cotizarse las acciones preferentes, los hermanos Rootes reconocieron el efecto que el impuesto de sucesión tendría en sus propiedades y sus negocios, y los dos hermanos ofrecieron una cuarta parte de las acciones ordinarias de Rootes Motors al resto de los entonces accionistas preferentes. Otras emisiones de acciones preferentes y obligaciones se lanzaron en noviembre de 1954 y noviembre de 1959. Se vendió Rootes Acceptances Limited, la rama de financiación de las exportaciones.

#### Chrysler
En junio de 1964, Rootes Motors anunció que Chrysler Corporation adquiriría una participación del 30 por ciento de su capital ordinario, ofreciendo a los accionistas actuales el doble del precio de mercado y una participación del 50 por ciento en el capital preferente sin derecho a voto, ofreciendo casi tres veces el precio del mercado. La compra dejaría el control en manos británicas. Al finalizar la operación, el volumen de acciones de la familia Rootes seguía excediendo el de las controladas por Chrysler Corporation. La compra se completó en octubre de 1964, y durante 1966, su porcentaje se incrementó al 45 por ciento de las acciones ordinarias y al 65 por ciento de las acciones sin voto. En enero de 1967, el porcentaje de Chrysler se incrementó hasta aproximadamente dos tercios del capital de Rootes Motors. El nuevo nombre para Rootes Motors Limited - Chrysler UK Limited entró en vigencia a la medianoche del 30 de junio de 1970.

#### Racionalización de la gama de vehículos

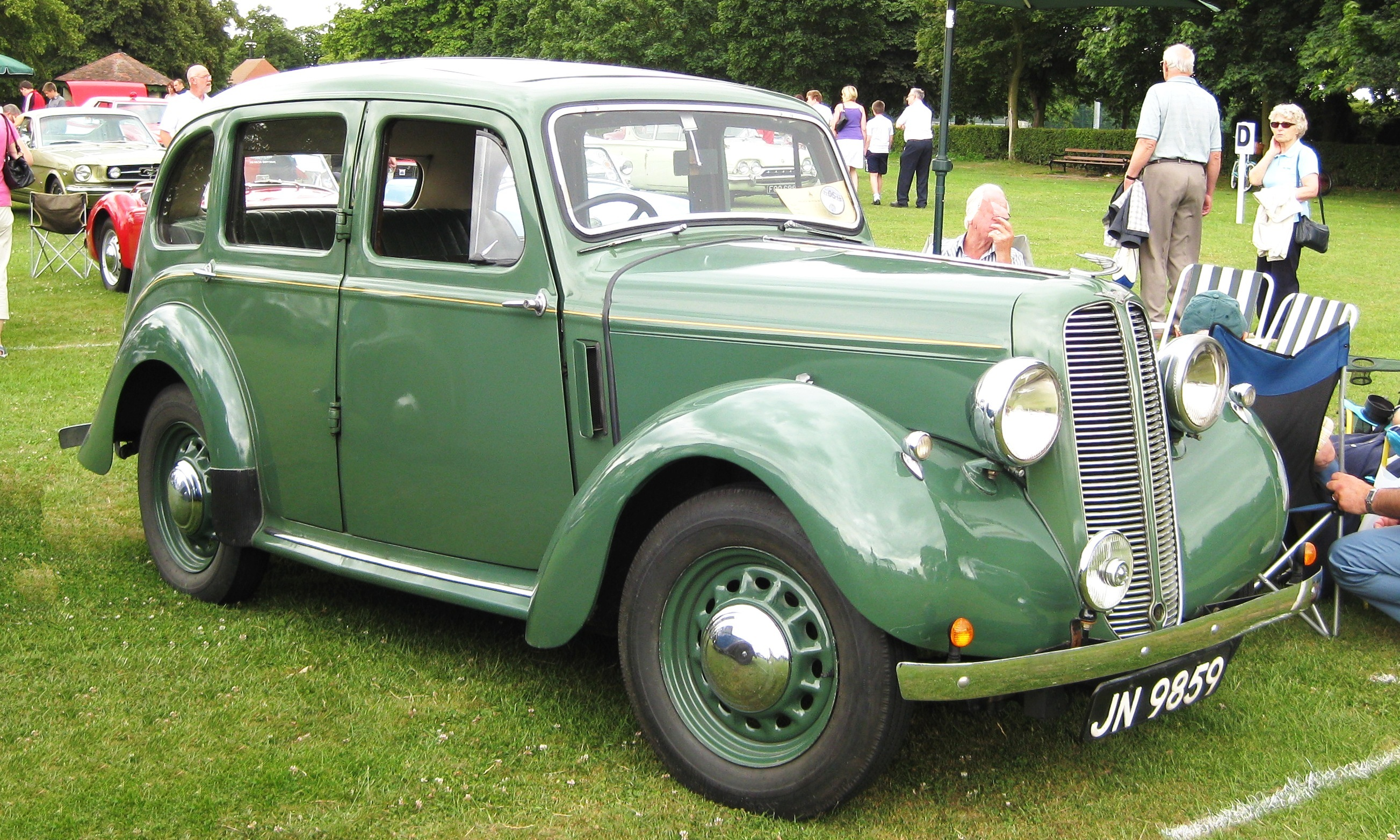
Hillman Minx Magnificent, 1937

Cuando se compró Hillman, la empresa había estado fabricando coches grandes. Introdujo un motor de ocho cilindros en línea poco después de convertirse en una filial, pero se retiró del mercado a medida que se profundizaba la Depresión. Sus autos de 2,5 y 3 litros fueron rediseñados a mediados de la década de 1930, siendo rebautizados como Humber Snipe y su pequeño Minx se convirtió en el principal miembro de la gama económica (conocida popularmente como "pan y mantequilla") de Rootes. Sunbeam continuó con sus atractivos deportivos, pero redujo tras la posguerra redujo su producción a autos pequeños y medianos. Humber fabricaba los modelos de lujo más grandes, Snipes y variantes, y los automóviles de lujo de tamaño medio que finalizaban con el compacto Sceptre. La ausencia de Humbers medianos fue ocupada por los Sunbeam de la posguerra. Commer y Karrier eran las marcas de vehículos comerciales. Commer fabricó una gama completa de furgonetas, camiones, tractores y chasis de autobuses, y algunos vehículos pequeños diseñados para la gama de Hillman. Por su parte, Karrier produjo principalmente camiones, furgonetas y autobuses municipales y de uso especial, aunque hacia el final incluyó modelos diseñados con distintivos de la gama Commer.

#### Adquisiciones de posguerra
Tilling-Stevens Limited con su filial Vulcan Motors (ambos fabricantes de vehículos comerciales y autobuses establecidos y bien conocidos), se compraron en la segunda mitad de 1950.
Una nueva adquisición en 1956 fue Singer Motors Limited. Los Singer de Rootes, rediseñados exteriormente como Hillman, estaban destinados a compradores de autos pequeños de mejor calidad.

### Estrategia comercial
Las habilidades comerciales particulares de William Rootes estaban en la mercadotecnia. Era el súper vendedor por excelencia. El negocio de fabricación de los hermanos Rootes era conocido por sus vehículos de la gama media sólidos, fiables y bien diseñados, siempre de apariencia atractiva. Los modelos de Rootes más populares incluyen el Hillman Minx, su sucesor el Hillman Hunter, el Humber Super Snipe y el Sunbeam Alpine.
William Rootes construyó el Grupo Rootes utilizando marcas específicas para cada nicho de mercado.

### Segunda Guerra Mundial

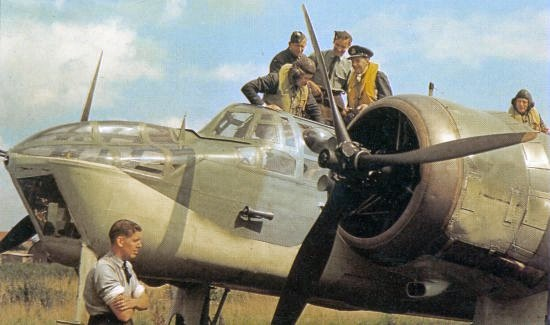
Un bombardero Bristol Blenheim

Con el inicio de la Segunda Guerra Mundial, Rootes, como la mayoría de los fabricantes de automóviles británicos, se involucró en la producción de armamento. En 1940, bajo el esquema del gobierno de fabricación en la sombra, Rootes construyó su planta de ensamblaje masivo en Ryton-on-Dunsmore, cerca de Coventry, inicialmente dedicada a fabricar aviones (uno de los primeros tipos fue el Bristol Blenheim). La producción incluyó un bombardero pesado de la RAF, el Handley Page Halifax. Estos últimos fueron construidos en una fábrica próxima al aeropuerto de Liverpool y en Blythe Bridge (Staffordshire), de 1941 a 1943. Rootes también fabricó vehículos militares, basados en los camiones Humber y Commer.
Curiosamente, Rootes cometió un inusual error de juicio empresarial poco después de la Segunda Guerra Mundial. Cuando visitó la fábrica de Volkswagen en Wolfsburgo para evaluarla en caso de reparaciones de guerra, opinó que ni las instalaciones ni el vehículo que se fabricaba allí (el posteriormente legendario Volkswagen Escarabajo) tenían valor alguno.

### Desarrollo en la posguerra

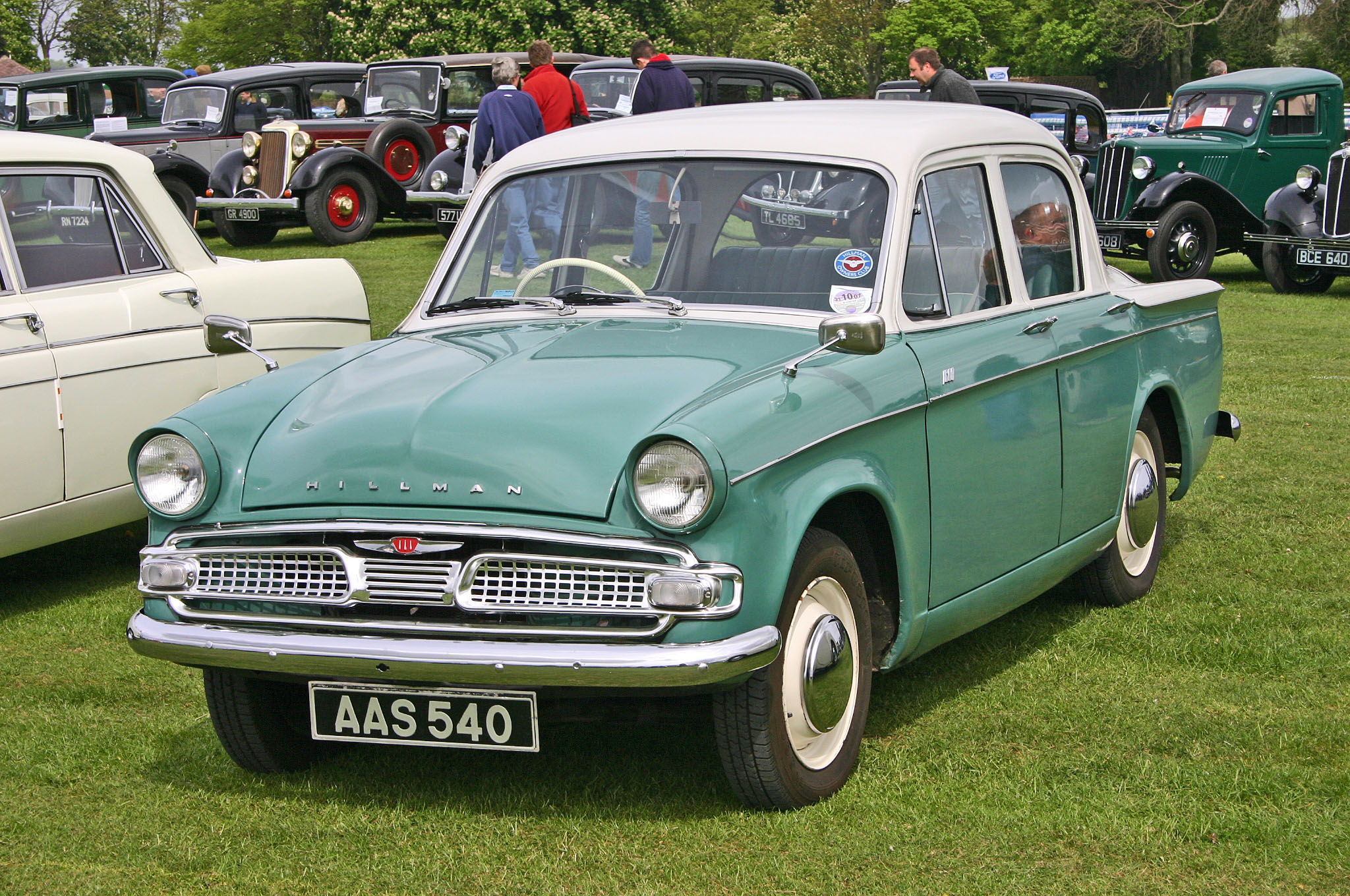
Hillman Minx Series IIIC. El Minx "Audax" (Series I a VI) fue diseñado por Raymond Loewy.

Después de la guerra, Rootes también patrocinó operaciones de instalación de fábricas satélite por todo el mundo, especialmente en Australasia (Rootes Australia) y Oriente Medio. El ejemplo más conocido fue la producción en Irán del IKCO Paykan, un modelo basado en el Hillman Hunter. En 1950 Rootes adquirió Tilling-Stevens, un fabricante de camiones y autobuses con sede en Maidstone (Kent).
Rootes vendió exitosamente una gama de automóviles con un precio ligeramente superior al de sus principales competidores en el mercado interno, justificados sobre la base de que ofrecían un nivel superior de diseño y acabado.
Raymond Loewy, estilista de Studebaker, fue consultor de diseño de Rootes; la evidencia de su influencia se ve fácilmente en la gama de automóviles Audax de 1956, que incluía el Hillman Minx, un modelo también producido bajo licencia por Isuzu en Japón como el Isuzu Hillman Minx.

### Ingeniería de innovación
Rootes introdujo un novedoso motor diésel sobrealimentado en 1954, basado en un concepto desarrollado por Sulzer Brothers. Este era el motor Commer TS3 de 2 tiempos y 3 cilindros, con 2 pistones opuestos hacia el interior por cada cilindro, que impulsaba el cigüeñal a través de dos balancines. El motor de 3,25 litros desarrollaba 90 hp, equivalente a los motores diésel contemporáneos de 4 tiempos de más del doble de cilindrada.
El motor se usó en camiones Commer y en un motor industrial. La producción cesó en 1968 después de la adquisición de Chrysler.

### Historial de competición

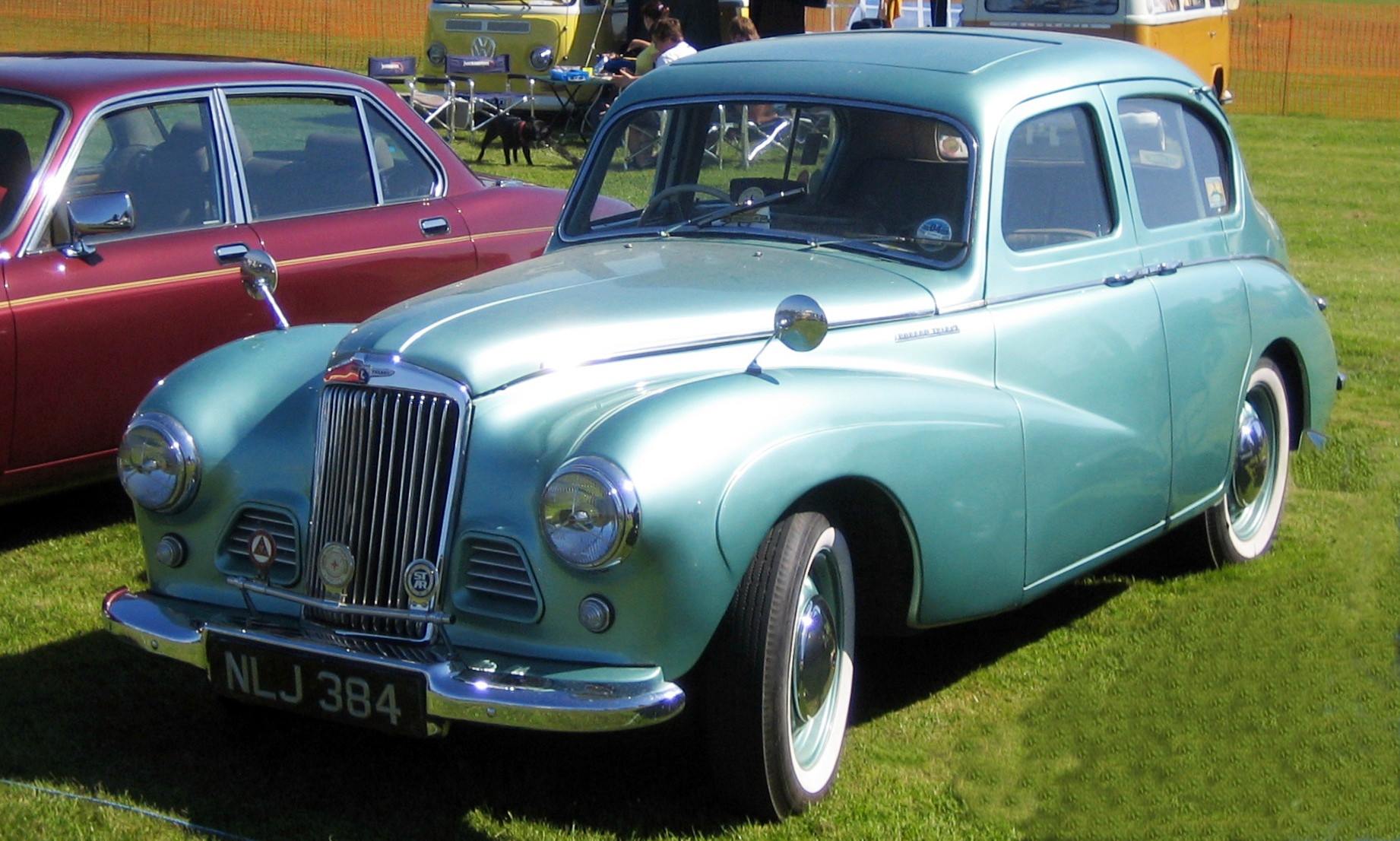
Un Sunbeam-Talbot 90 ganó el Rally de Monte Carlo en 1955

Durante la década de 1950, la promoción de Rootes incluyó una estrategia de participar en los principales rallies de automóviles del Reino Unido y Europa. Stirling Moss y Sheila van Damm fueron sus principales impulsores, y el triunfo de un Sunbeam-Talbot 90 en el Rally de Montecarlo de 1955 fue su victoria más significativa.
En 1968, Rootes inscribió un equipo oficial en el Maratón Londres-Sídney. Conduciendo un Hillman Hunter, Andrew Cowan se impuso en lo que se consideró una victoria sorpresa, superando la dura competencia de otros equipos de fábrica con mayores presupuestos.

### Sunbeam Tiger
Durante la década de 1960, el convertible Alpine de Sunbeam tuvo un éxito moderado en el mercado estadounidense. Rootes consideró que las ventas de Alpine se mejorarían con un modelo más potente. Como resultado, en 1964 introdujeron el Tiger, un derivado V8 impulsado por un motor Ford V8 de cm³. Carroll Shelby estuvo involucrado en el desarrollo del prototipo Tiger.
Fue seguido en 1967 por un modelo con un motor de 4736 cm³, pero se construyeron muy pocas unidades, ya que se consideró inapropiado que un vehículo Chrysler fuera propulsado por un motor Ford. Se tuvo en cuenta la instalación de un propulsor Chrysler V8 en el Tiger, pero sus motores eran más grandes y pesados que los motores Ford, y el distribuidor montado en la parte trasera habría requerido el rediseño del chasis, objetivo inabordable económicamente dado el pequeño volumen de ventas.

### El Hillman Imp y el traslado a Linwood

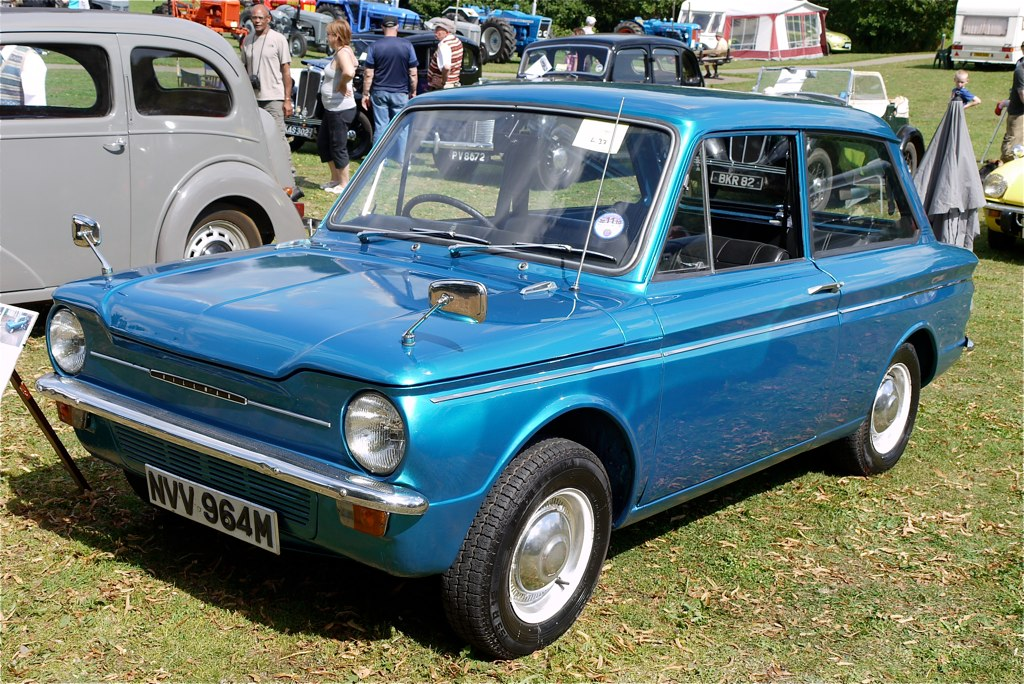
El Hillman Imp, de motor trasero, nunca contó con la aceptación del público.

En 1963, Rootes introdujo el Hillman Imp, una pequeña berlina compacta con motor trasero que montaba un innovador propulsor de aluminio con levas en cabeza (basado en el diseño del motor Coventry Climax, originalmente utilizado para una bomba contra incendios). Fue ideado para ser la respuesta de Rootes que pudiese rivalizar con el popular Mini de la BMC. Se construyó una nueva fábrica en Linwood (Renfrewshire) para producirlo. El gobierno británico impuso la localización de la factoría en Linwood, según la política de los "Certificados de Desarrollo Industrial" (IDC) para construir fábricas en áreas deprimidas. La fuerza laboral de Linwood no tenía experiencia en el ensamblaje de vehículos, por lo que se resintió la calidad y la fiabilidad del nuevo modelo. Otro problema fue que los proveedores de componentes todavía tenían su base en las Midlands, y la empresa debió afrontar los costes de transporte de piezas fundidas a medio terminar desde Linwood para ser mecanizadas en Ryton, y ser devueltas a Linwood una vez que se habían ensamblado. Los Hillman Imp completados tenían que volver a Ryton en el sur de Inglaterra, lo que obligaba a realizar casi 1000 de traslados. El propio vehículo todavía no se había desarrollado plenamente, y la calidad de construcción y los problemas de fiabilidad, junto con la apatía de los compradores hacia su diseño, se reflejaron en las malas ventas. Después de un comienzo razonablemente exitoso en 1963-65, el Imp no se vendió bien. Las pérdidas de producción causadas por las frecuentes huelgas en Linwood y una escalada de reclamaciones de vehículos en garantía, dejó a Rootes sin dinero para desarrollar otros modelos.

### Sucesión en la gestión
Tras la muerte en 1964 de Lord Rootes, su hijo, William Geoffrey Rootes, se convirtió en el segundo Lord Rootes, accediendo al cargo de nuevo presidente de Rootes Motors. El 1 de mayo de 1967 Lord Rootes nombró a Gilbert Hunt, un ejecutivo de negocios nacido en Wolverhampton (que por entonces era director general de Massey Ferguson en el Reino Unido), como el nuevo director general del Grupo Rootes. El nombramiento de Hunt se realizó con el apoyo de la Chrysler Corporation, que en esta época estaba ampliando su grupo de empresas y optaba a tomar el control del negocio.

### Chrysler (1967-78)
Se ha sugerido que el proceso que llevaría a la desaparición de Rootes comenzó con las pérdidas debidas a problemas de relaciones laborales en su planta de la empresa BLSP de Londres, con problemas de coordinación en la cadena de suministros. A mediados de la década de 1960, Rootes fue progresivamente absorbida por la Chrysler Corporation de los Estados Unidos, después de grandes pérdidas en medio del fracaso comercial del problemático modelo Hillman Imp. El año fiscal de la compañía se extendía hasta el 31 de julio, y en el ejercicio finalizado el 31 de julio de 1967, Rootes pudo reportar un beneficio antes de impuestos de solo 3,8 millones de libras. Fue la primera ganancia reportada desde 1964, a continuación de unas pérdidas antes de impuestos de 10,7 millones en el ejercicio de 1966. La falta de fondos para la inversión en nuevos modelos fue una constante sorprendente de la última década de la compañía.
Chrysler también se planteaba tomar el control de la empresa en dificultades, ya que deseaba tener sus propias filiales europeas totalmente independientes, como sus archirrivales Ford y GM. Se hizo cargo de Simca en Francia y de Barreiros en España al mismo tiempo, fusionándolas con Rootes (rebautizada como "Chrysler UK") para crear Chrysler Europe. El nombre de Rootes se había desvanecido en gran medida en 1971, y sus otras marcas se eliminaron progresivamente durante la década de 1970. En 1977 solo quedaba la marca Hillman, que también fue suprimida a favor del nombre Chrysler. El nombre de Commer también fue eliminado en la década de 1970, y los modelos de furgones y camionetas del grupo asumieron la marca Dodge en 1976.
En el libro Iacocca-una autobiografía, el expresidente de Chrysler Lee Iacocca menospreciaba la operación de Rootes, escribiendo que Chrysler nunca debería haber comprado el grupo. Chrysler UK continuó comercializando una gama de automóviles familiares con tracción trasera cada vez más anticuada, como el Hillman Avenger (introducido en 1970) y el Hillman Hunter (presentado en 1966), mientras que el Hillman Imp, que ya tenía resueltos la mayoría de sus problemas iniciales, era ignorado por la nueva administración.
A fines de la década de 1960, Chrysler se propuso comercializar los automóviles Rootes en los Estados Unidos. Estos esfuerzos no tuvieron éxito. Su venta se vio obstaculizada por la imposibilidad de ofrecer coches para su venta durante parte de 1968, ya que los automóviles de Rootes no podían cumplir con los requisitos estadounidenses de emisiones de escape.

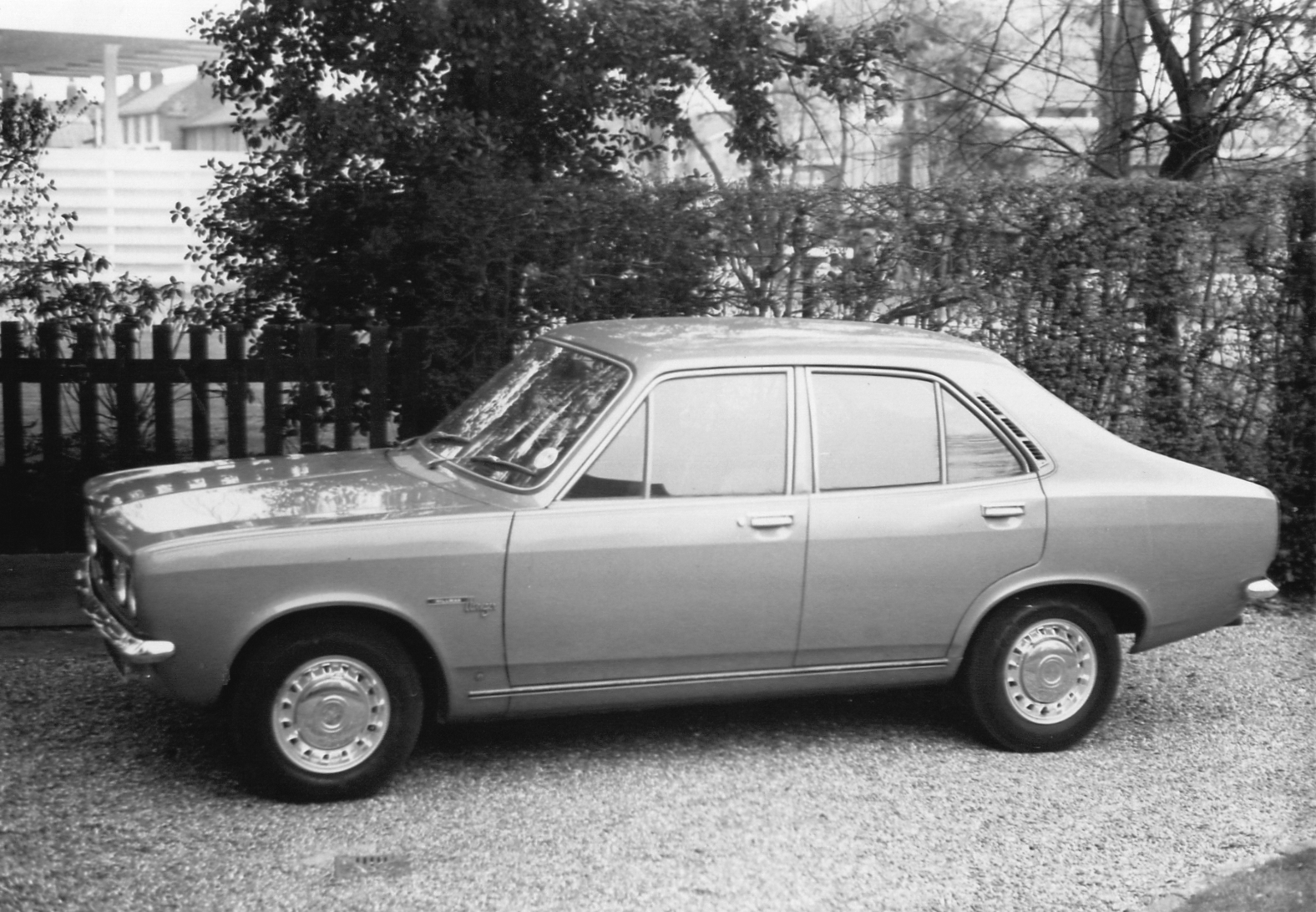
El Hillman Avenger se fabricó entre 1970 y 1981.

A principios de la década de 1970, con el aumento del interés en los automóviles compactos pequeños, Chrysler comercializó en América del Norte el Hillman Avenger  bajo el nombre de Plymouth Cricket. Este intento fue abortado después de solo dos años. Al mismo tiempo, la División Dodge de Chrysler ofreció el Dodge Colt como su "subcompacto", procedente de Mitsubishi en Japón. El Colt demostró ser un automóvil popular y fiable, acelerando la desaparición del Cricket.
Sin embargo, Chrysler de Argentina comenzó a fabricar el Dodge 1800 basado en el Hillman Avenger, y este coche continuó en producción hasta 1990. Durante sus últimos 10 años de producción, fue bautizado como Volkswagen, después de que esta firma adquiriera el negocio argentino de Chrysler. También hubo una variante brasileña hasta 1980.
Chrysler UK introdujo varios modelos nuevos en la década de 1970: un Chrysler 150 montado en el Reino Unido (vendido en Francia como Simca 1307/1308) se introdujo en 1976, y el Chrysler Sunbeam de 2 puertas basado en el Avenger se introdujo en 1977. Así mismo, Chrysler UK hizo una contribución significativa al diseño de la gama europea de Chrysler. Además del Alpine y del Sunbeam, existía una berlina derivada del Alpine, el Talbot Solara, y el Simca-Talbot Horizon. Ambos automóviles fueron galardonados con los "premios Coche del Año en Europa, y el Horizon fue la base de los Plymouth Horizon y Dodge Omni en Estados Unidos, que cosecharon un gran éxito para Chrysler.

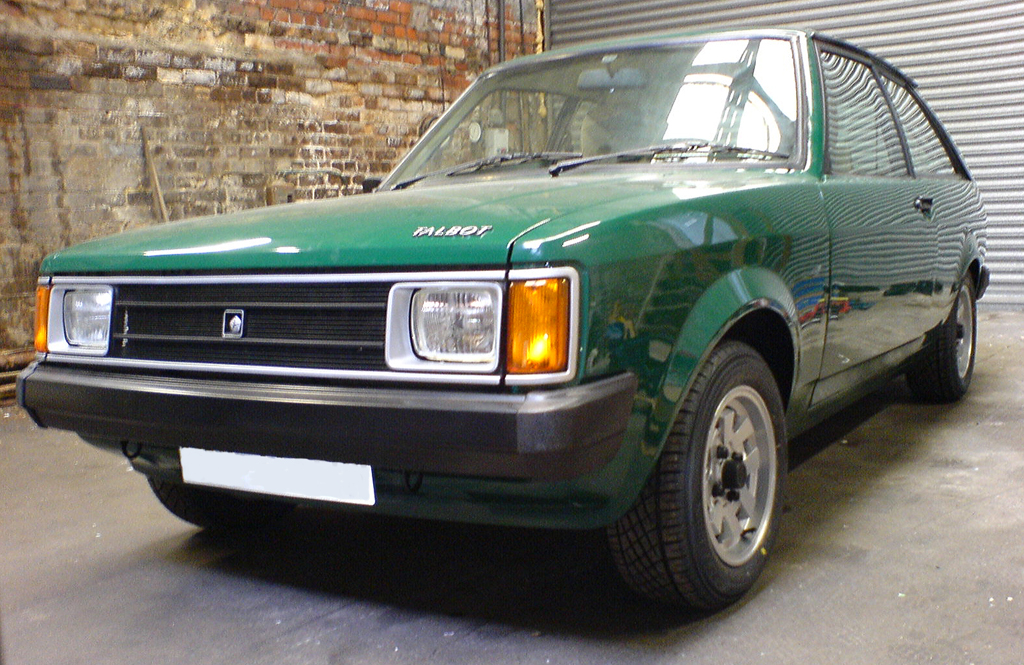
El Chrysler Sunbeam mantuvo a flote la compañía a finales de los años 1970

La producción del Hillman Imp finalmente se suspendió en 1976, y el Hunter lo siguió tres años más tarde (aunque continuó siendo producido en Irán). De hecho, los componentes para la versión iraní del automóvil fueron una exportación provechosa del Reino Unido durante la década de 1980.
Solo el Chrysler Sunbeam de portón trasero lanzado en 1977 (basado en el Avenger), mantuvo vivo el linaje de Rootes, aunque el nombre Alpine todavía estaba en uso y más adelante los modelos de edición especial de Alpine y Solara recibieron los nombres de modelos anteriores de Rootes, como Minx y Rapier. Los derechos sobre el nombre de Rapier se mantuvieron con los sucesores de la empresa, y eventualmente resucitaron nuevamente en algunos modelos de Peugeot de edición limitada. También hubo una edición especial con el nombre Scepter de los modelos 205, 405 y 605 SRi, en los que una placa de plástico negro con el rótulo "Scepter" en letras cursivas cromadas recreaba el aspecto las bandas laterales de las berlinas de los años 1960. En el caso de los coches Peugeot, el distintivo Scepter se aplicó en el maletero y en la parte inferior del faldón delantero.
Chrysler había pasado gran parte de la década de 1970 tratando de integrar sin éxito las gamas de vehículos Rootes y Simca en un todo coherente. Los automóviles de tracción trasera diseñados tradicionalmente por la división británica tenían un atractivo limitado fuera del Reino Unido, aunque el Avenger y el Hunter, el primer automóvil ensamblado localmente en llegar a un total de 30.000 unidades vendidas en sus 12 años de vida, eran relativamente exitosos en Nueva Zelanda. La producción de Hunter continuó allí y en Irlanda hasta 1979, y fue construido en Irán por Iran Khodro con el nombre de Peykan durante muchos años más.
Desafortunadamente, con sus problemas en los Estados Unidos, Chrysler no tenía capital para invertirlo en actualizar toda su gama de productos, y las ventas de los diseños más antiguos se estancaron ante una competencia más moderna. Además, las instalaciones de producción estaban anticuadas, los problemas de relaciones industriales eran persistentes y los productos tenían una mala reputación de calidad.
Ante las pérdidas masivas y el riesgo de desempleo significativo si las fábricas se cerraban, las plantas de Ryton y Linwood fueron objeto de frecuentes rescates gubernamentales.
A pesar de la asistencia del gobierno, el peso de los problemas relacionados con Chrysler Europa provocó su colapso en 1977, lo que llevó a la toma de control de la compañía en 1978 por PSA Peugeot-Citroën. PSA pronto actuó con mano de hierro sobre la atribulada fábrica de Linwood en Escocia. Exhumaron la marca Talbot de las páginas de la historia de Rootes para volver a nombrar los antiguos modelos de Chrysler. Mientras Ryton se salvó, PSA tuvo poco interés en los vehículos comerciales pesados y la antigua fábrica de camiones y camionetas Commer/Dodge/Karrier se vendió en conjunto a la división de camiones de Renault. Después de la retirada de los últimos camiones derivados de Dodge (comercializados como Renault), la fábrica se convirtió en una planta de producción de motores para Renault Véhicules Industriels.

### Peugeot (1978-2007)

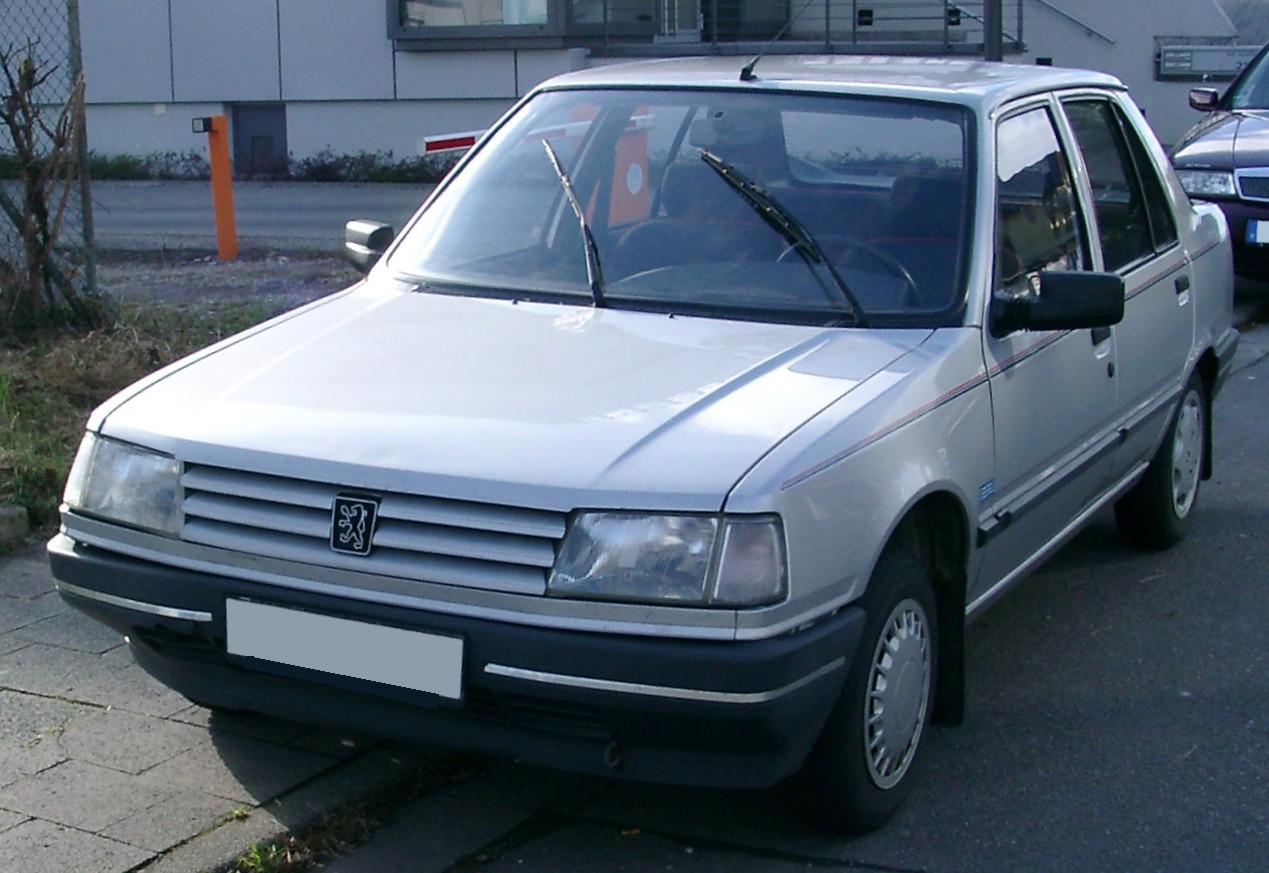
El 309 fue el primer Peugeot ensamblado en la planta de Ryton.

El primer modelo de Rootes que se descatalogó bajo la propiedad de Peugeot fue el Hunter en 1979, y su utillaje de producción fue posteriormente vendido a Irán, donde el IKCO Paykan se integró en la producción local, que continuó hasta 2004. Durante años ha sido un vehículo común en todo el Oriente Medio, especialmente como taxi. El cierre de Linwood en 1981 marcó el final (al menos en Europa) para el Avenger. Chrysler había conservado los derechos del automóvil y continuó su producción en Argentina. La desaparición de Linwood también significó la desaparición del Talbot Sunbeam, después de tan solo cuatro años en producción.
Los modelos basados en Simca (Horizon, Alpine y Solara) continuaron construyéndose en Ryton, usando el emblema de Talbot resucitado en 1979. Sin embargo, los modelos adaptados a la marca Talbot disminuyeron en popularidad en los años siguientes, y en 1985 PSA había abandonado la estrategia de tres marcas, y el reemplazo del Horizon, desarrollado como Talbot Arizona, se convirtió en el Peugeot 309 en 1986, y fue el primer automóvil etiquetado como Peugeot que se ensambló en la planta de Ryton. El diseño del Arizona no combinaba con el resto de la gama, dado que se parecía a un Simca 1108 ampliado. La marca Talbot se suspendió en los turismos en 1987 y en los vehículos comerciales en 1995, mientras que Ryton montó el modelo Peugeot 405 junto con el 309 de 1987, así como el sucesor del 309 (el Peugeot 306) desde finales de 1992, y finalmente el Peugeot 206 desde 1998.

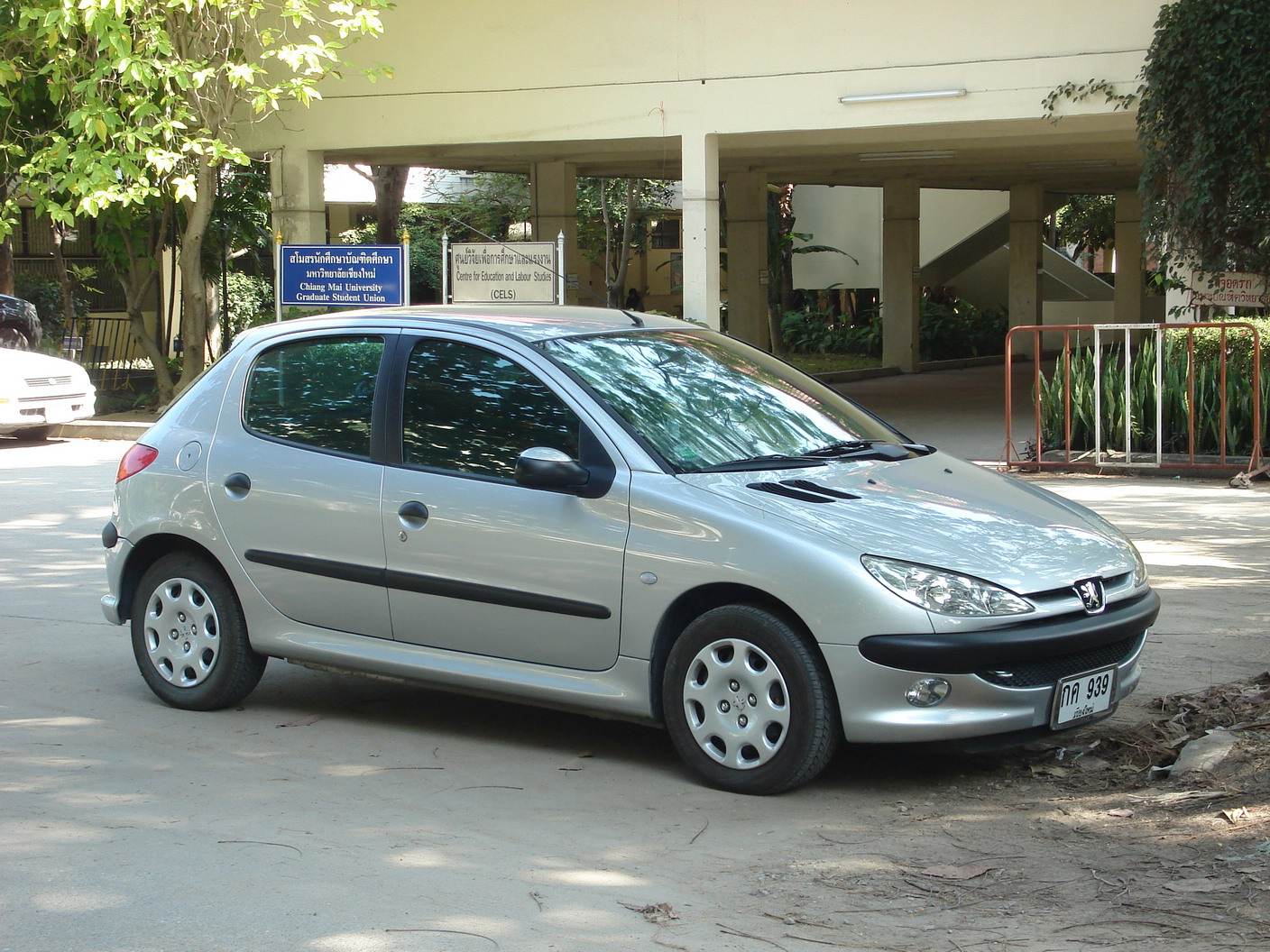
El Peugeot 206 fue el último modelo ensamblado en Ryton.

Ryton comenzó a ensamblar su último modelo de Peugeot, el 206, en 1998. En el apogeo del éxito de este automóvil, la planta estaba trabajando a plena capacidad para satisfacer la demanda. La importancia de Ryton en la estrategia general de PSA fue la de una instalación de ensamblaje con capacidad de producción limitada en comparación con las principales fábricas de PSA en Francia y España. En abril de 2006, después de años de especulaciones sobre el futuro de Ryton, el Groupe PSA anunció que la producción del Peugeot 206 se trasladaría a Eslovaquia y que la planta de Ryton se cerraría dentro del año siguiente.
La producción en la planta cesó en diciembre de 2006. Marcó el final de casi 60 años de fabricación de automóviles en Ryton, y cortó el último vínculo directo de la industria del motor que quedaba con el Grupo Rootes. La planta se cerró el 8 de enero de 2007 con la pérdida de más de 2000 puestos de trabajo, y posteriormente se demolió. El único resto físico del Grupo Rootes que aún existe es el centro de investigación y desarrollo de Whitley, originalmente establecido durante la era de Chrysler, pero posteriormente vendido por PSA, que pasó a ser propiedad de Jaguar Land Rover.

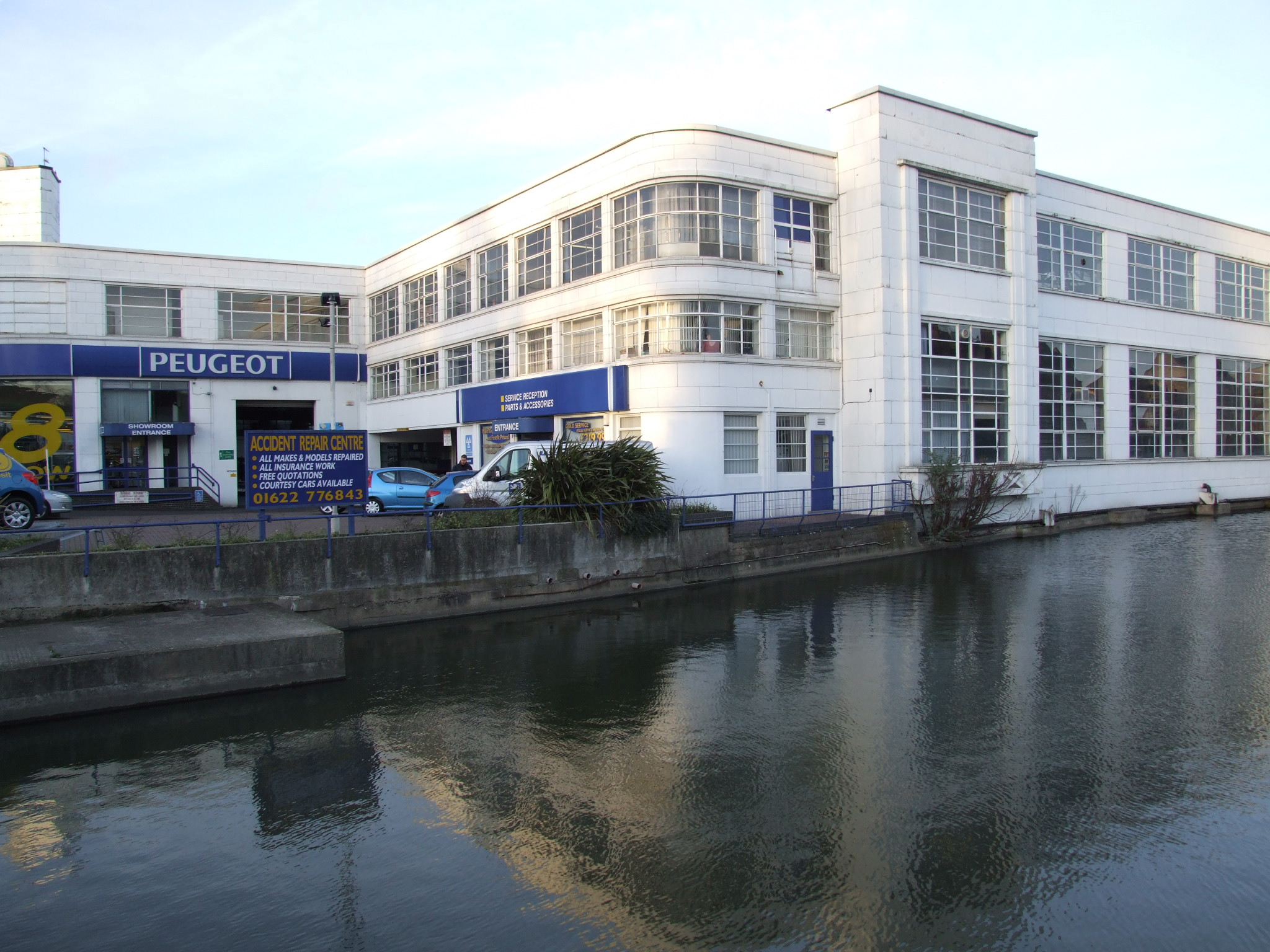
El garaje de Maidstone, origen de la fundación de Rootes

### Fin del nombre
La última aparición del nombre de Rootes fue en un garaje, todavía existente en Maidstone, en el que figuraba la marca. El 1 de enero de 2007, en línea con los otros 40 concesionarios dentro de su grupo empresarial, el nombre fue cambiado de Rootes Maidstone a Robins & Day Maidstone. Robins & Day es propiedad y está operado por Peugeot UK, a diferencia de muchos concesionarios de automóviles que son franquicias.
La contribución de Rootes a la historia de Coventry es conmemorada por la Universidad de Warwick con el Rootes Hall, una de las mayores residencias de estudiantes del campus principal en las afueras de Coventry.
El nombre perdura en la corta calle de acceso al Rootes Estate, un complejo de viviendas que fue construido a principios de la década de 1990 en la mayor parte del emplazamiento en North Kensington de la fábrica de automóviles Clément-Talbot. El acceso principal a la propiedad, Shrewsbury Street, lleva el nombre del fundador de Clément-Talbot, Charles Chetwynd-Talbot. Poco después de la Segunda Guerra Mundial, el grupo de edificios de la fábrica de Clément-Talbot se convirtió en una administración y depósito de servicios del Grupo Rootes de Londres, que más adelante fue comprado por Warwick Wright. Uno de los edificios originales permanece, el bloque de administración de Talbot conocido como Ladbroke Hall, con el escudo del conde situado encima de su entrada principal. Una de las empresas radicadas en el complejo, Sunbeam Studios, lleva el nombre del automóvil Sunbeam-Talbot producido brevemente allí en 1938-1939 y 1945-1946. En el área de viviendas se localizan pequeñas travesías, llamadas Humber Drive y Hillman Drive a cada lado de un pequeño parque, y también una vía llamada Sunbeam Crescent.